# John Hawkins (navigateur)
Pour les articles homonymes, voir John Hawkins et Hawkins.
John Hawkins, parfois écrit John Hawkyns, (Plymouth 1532 – 12 novembre 1595) était un constructeur anglais de navires, riche négociant, navigateur, et marchand d’esclaves.

## Biographie

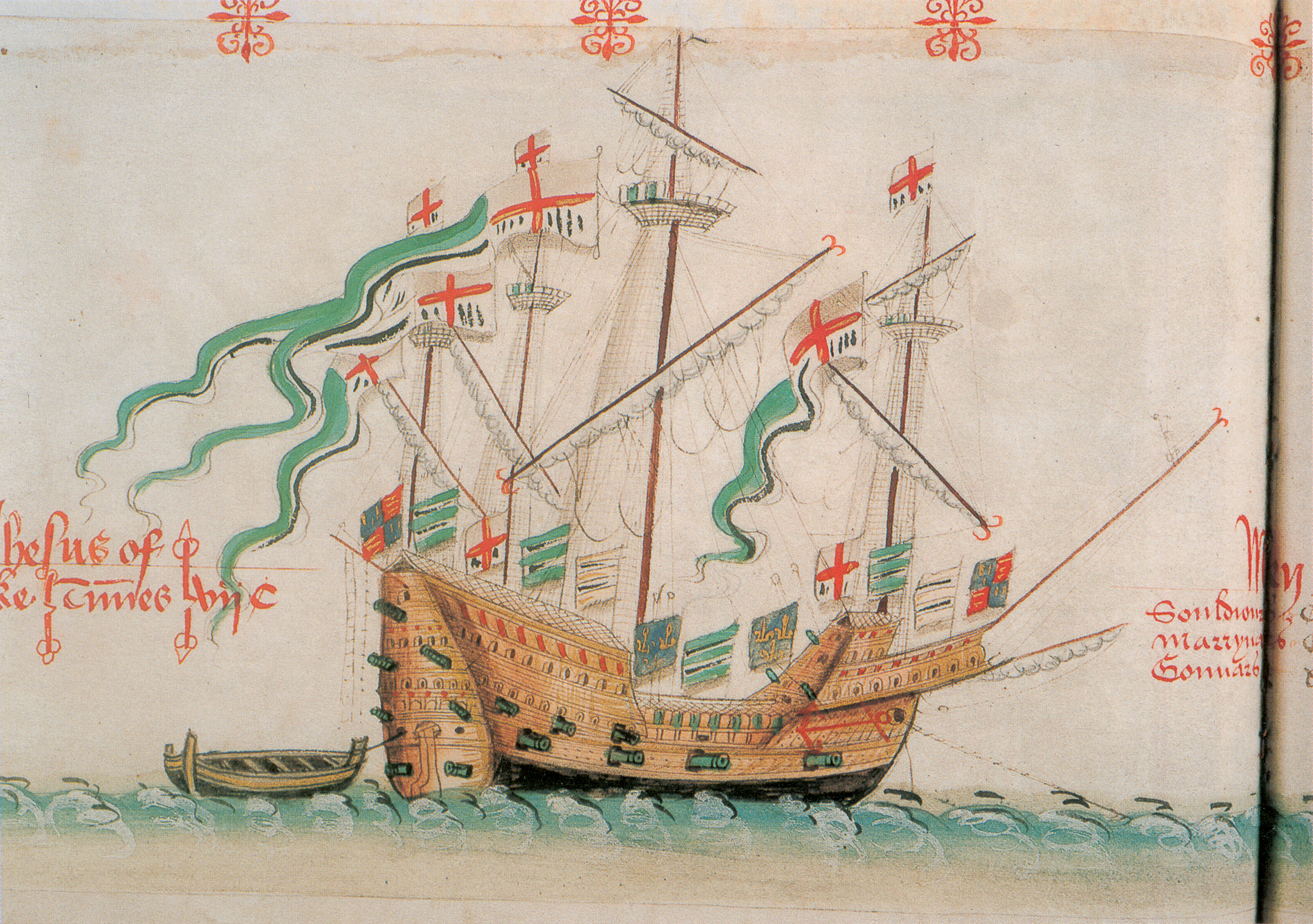
Le ', caraque allemande acquise par la couronne anglaise et qui effectue quatre expéditions de traite entre 1562 et 1568, sous le commandement de John Hawkins.

Dans les années 1560, il effectua plusieurs traversées de l'Atlantique, se livrant à la vente d'esclaves et abordant en Floride où il rencontre les huguenots de René de Goulaine de Laudonnière.
En 1567, il monta, en compagnie de son cousin Francis Drake, une troisième expédition vers l'Afrique pour y acheter des esclaves et les revendre dans les colonies du Nouveau Monde.
Malgré l'importance de leur flotte, les deux compères furent encerclés par les Espagnols dans une rade du Mexique (bataille de San Juan de Ulúa). Drake et Hawkins s'échappèrent de justesse.

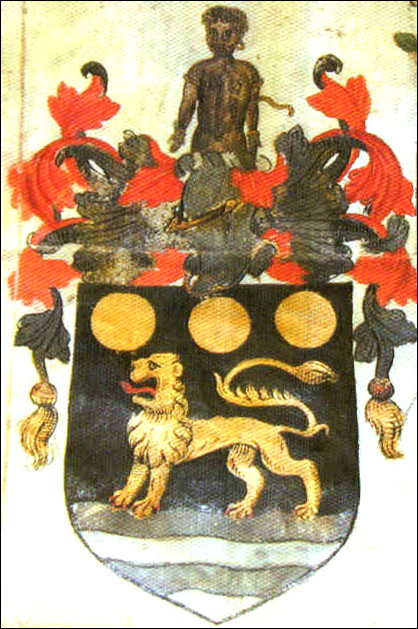
Les armoiries accordées à John Hawkins par la reine Elisabeth I^{re} en 1565, montrant un homme asservi.

En 1588, il participa avec Francis Drake, Martin Frobisher, et Walter Raleigh aux attaques en Manche et en mer du Nord contre l'Invincible Armada.
En 1595, John Hawkins accompagna Francis Drake dans une chasse au trésor dans les « Indes occidentales espagnoles ». Durant le voyage, il tomba malade et mourut près de Porto Rico, la veille de l'attaque.
Son fils Richard Hawkins lui succéda.

## Culture populaire
Dans le manga One Piece, Oda a nommé un de ses personnages Basil Hawkins.